# Рамиландия
Рамиландия (порт. Ramilândia) — муниципалитет в Бразилии, входит в штат Парана. Составная часть мезорегиона Запад штата Парана. Входит в экономико-статистический микрорегион Фос-ду-Игуасу. Население составляет 3980 человек на 2006 год. Занимает площадь 237,195 км². Плотность населения — 16,8 чел./км².

## Статистика
- Валовой внутренний продукт на 2003 год составляет 33 814 357,00 реалов (данные: Бразильский институт географии и статистики).
- Валовой внутренний продукт на душу населения на 2003 год составляет 8606,35 реалов (данные: Бразильский институт географии и статистики).
- Индекс развития человеческого потенциала на 2000 год составляет 0,697 (данные: Программа развития ООН).